# São Miguel das Missões
Pour les articles homonymes, voir São Miguel.
São Miguel das Missões (Brésil) est une ville et une municipalité  du Nord-Ouest de l'État du Rio Grande do Sul faisant partie de la microrégion de Santo Ângelo  et située à 483 km au nord-ouest de Porto Alegre, capitale de l'État. Elle est née de l'ancienne mission jésuite São Miguel Arcanjo et s'est développée tout alentour de ses ruines. Sa population était estimée à 7 382 personne, pour une superficie de 1 230 km2. On y accède par les BR-285 et RS-536.

## Histoire
Du XVIe au XVIIIe siècle, l'histoire de la ville est celle de la réduction jésuite São Miguel Arcanjo.
La réduction de São Miguel Arcanjo fut fondée en 1632 par le Père Christophe de Mendonça dans la région du Tape. Étant donné les attaques des bandeirantes paulistas à la recherche d'esclaves, la population se déplaça, en 1638, sur la rive droite du rio Uruguai. En 1687, les pères jésuites fondèrent le nouveau « São Miguel Arcanjo », cette fois sur le site où se trouvent les actuelles ruines. La réduction prospéra dans la première moitié du XVIIIe siècle : sa population atteignit environ 7 000 habitants à l'époque de la construction de l'église, de 1735 à 1745.
Les missions jésuitico-guaranis du Brésil étaient connues sous le nom de Sept peuples des missions (Sete povos das missões) : São Francisco de Borja, São Nicolau, São Luiz Gonzaga, São Miguel Arcanjo, São Louranço Mártir, São João Batista et Santa Âgelo Custódio.

## Tourisme
Les ruines de l'ancienne réduction sont de remarquables vestiges de l'une des cinq missions jésuites édifiées aux XVIIe et XVIIIe siècles sur le territoire des indiens guaranis, se caractérisant par ses dispositions particulières et un bon état de conservation.
Près des ruines de l’église fut construit en 1940 un musée des Missions par Lúcio Costa, l'un des architectes qui, avec Oscar Niemeyer bâtira Brasilia quelques années plus tard. Ce musée raconte l'histoire des missions des jésuites. On y trouve les œuvres d'art qui ont survécu à la destruction de la mission : un grand nombre de statuettes de saints en bois polychrome réalisées par les indiens et les jésuites, certaines dépassent les 2 mètres de hauteur.

## Patrimoine
Le site des ruines est classé patrimoine mondial par l'Unesco depuis 1984.

## Anecdote
En 1986, le site servit de décors au film Mission de Roland Joffé avec Robert De Niro et Jeremy Irons. Ce film retrace la problème de conscience des Jésuites obligés de quitter des communautés guaranis auxquelles ils avaient donné toute leur vie. Ils décidèrent de rester sur place, et moururent avec les Guaranis.

## Villes voisines
- São Luiz Gonzaga
- Vitória das Missões
- Entre-Ijuís
- Eugênio de Castro
- Jóia
- Tupanciretã
- Capão do Cipó
- Bossoroca

## À voir aussi
- Les autres missions jésuites sur le territoire des Guaranis se situent en Argentine et au Paraguay :
  - San Ignacio Mini
  - Santa Ana
  - Nuestra Señora de Loreto
  - Santa Maria la Mayor
  - Jésus de Tavarangue (Paraguay)
  - La Santísima Trinidad (Paraguay)